# 忌獵角
忌獵角，又譯記厘角，是雪梨港的一個海角，位於澳洲新南威爾斯州雪梨內西區的忌獵市區。

## 圖集

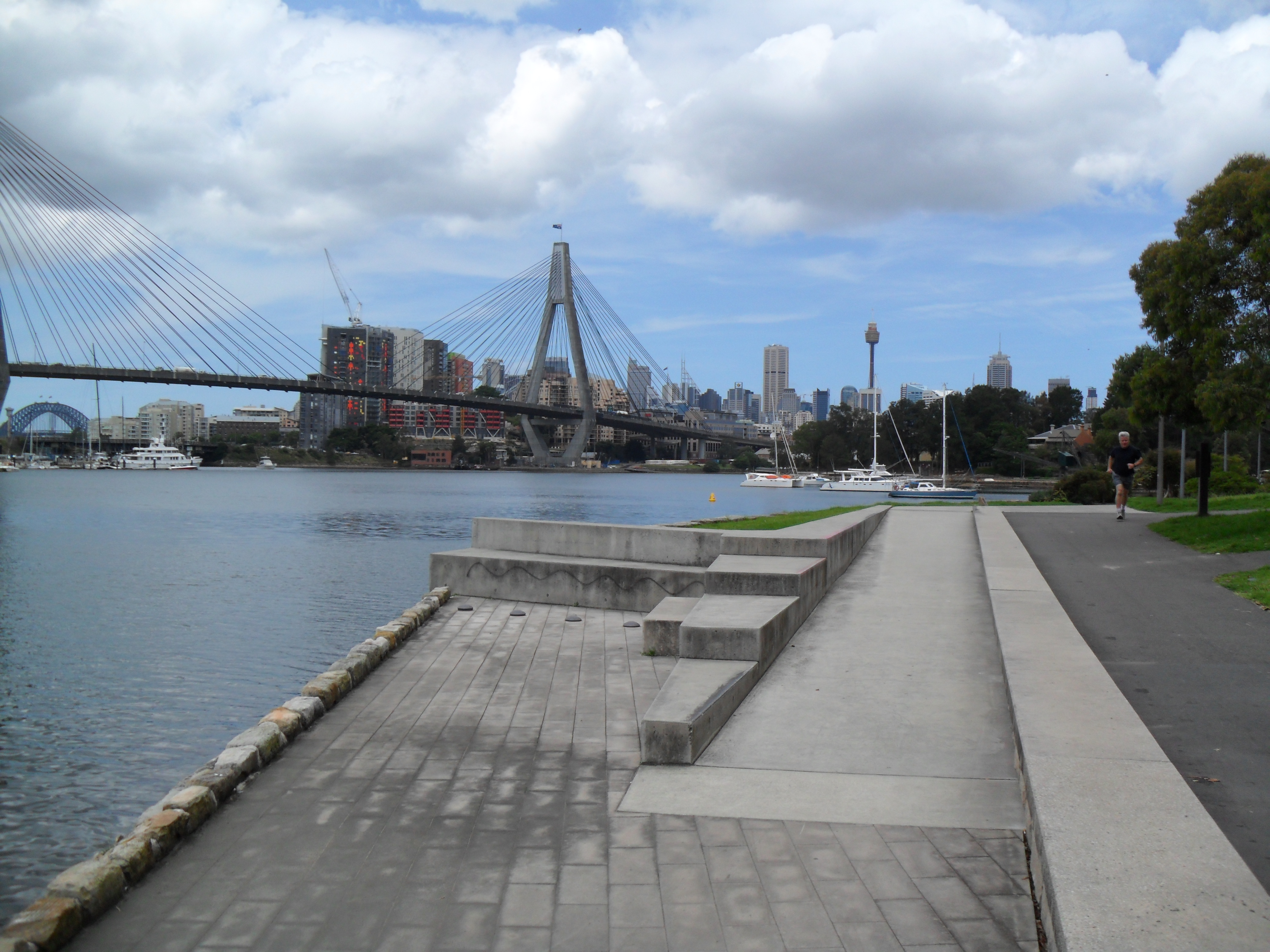
教宗保祿六世保護區
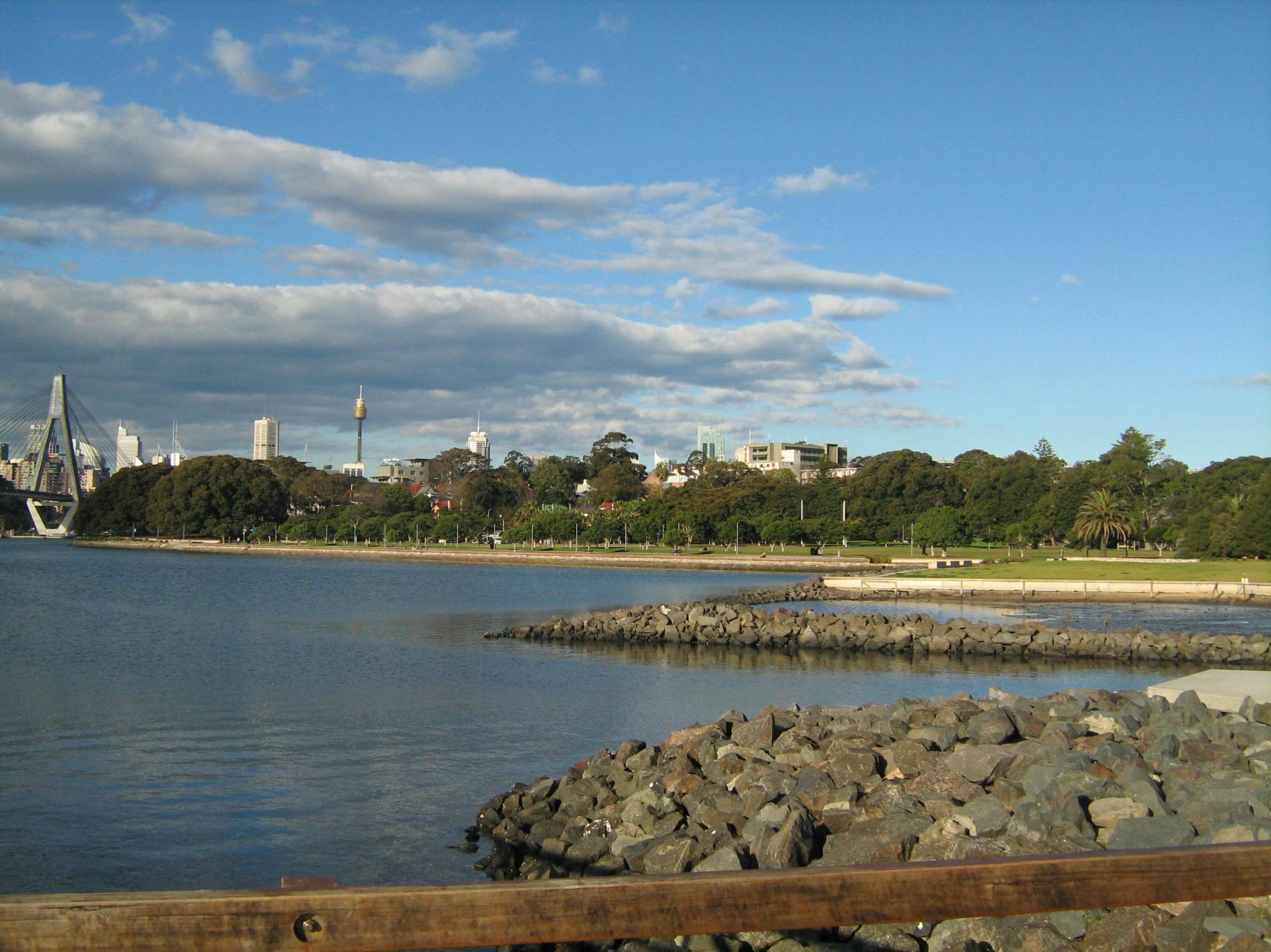
租庇利公園
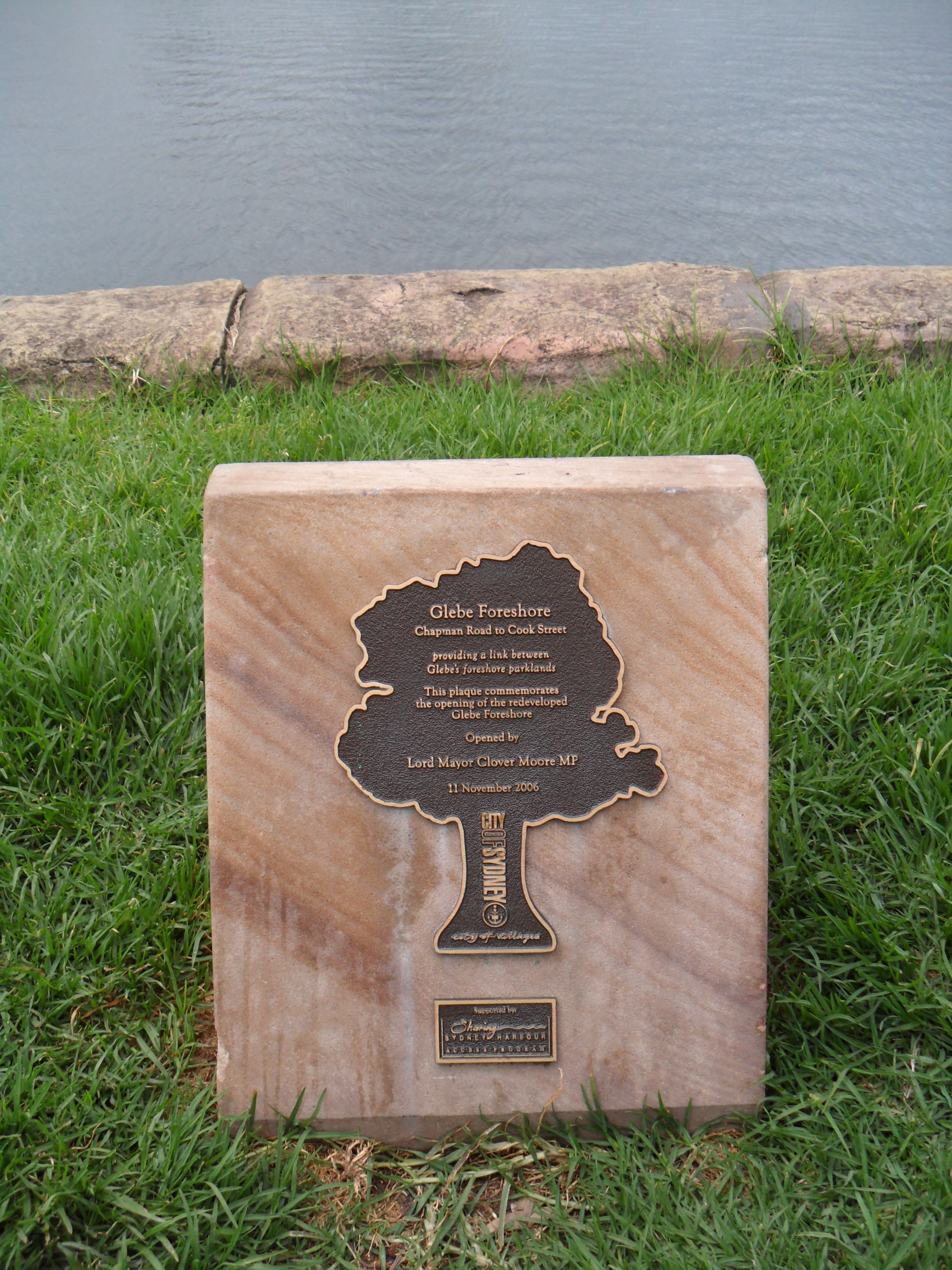
忌獵前濱牌匾
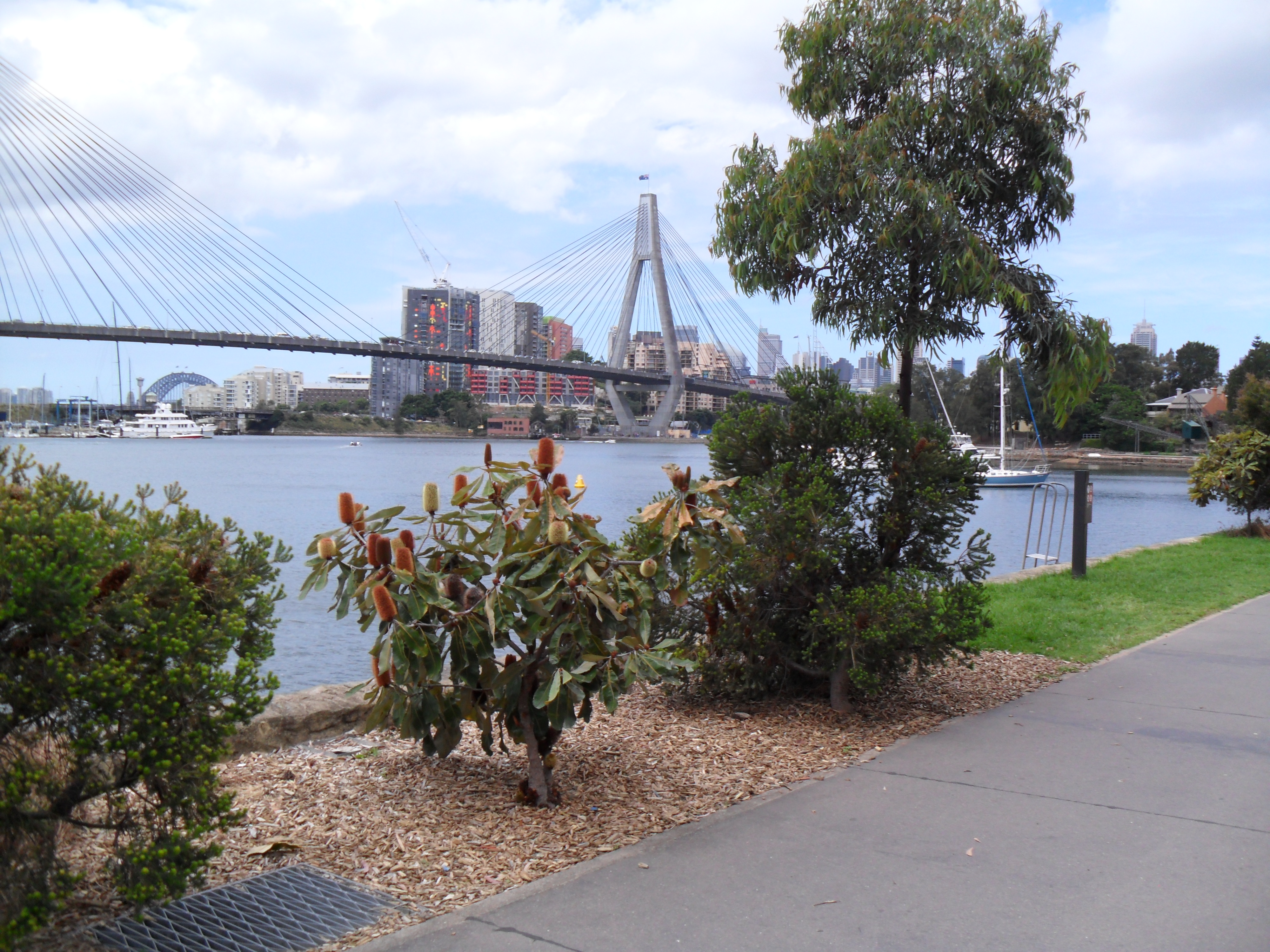
園景路徑
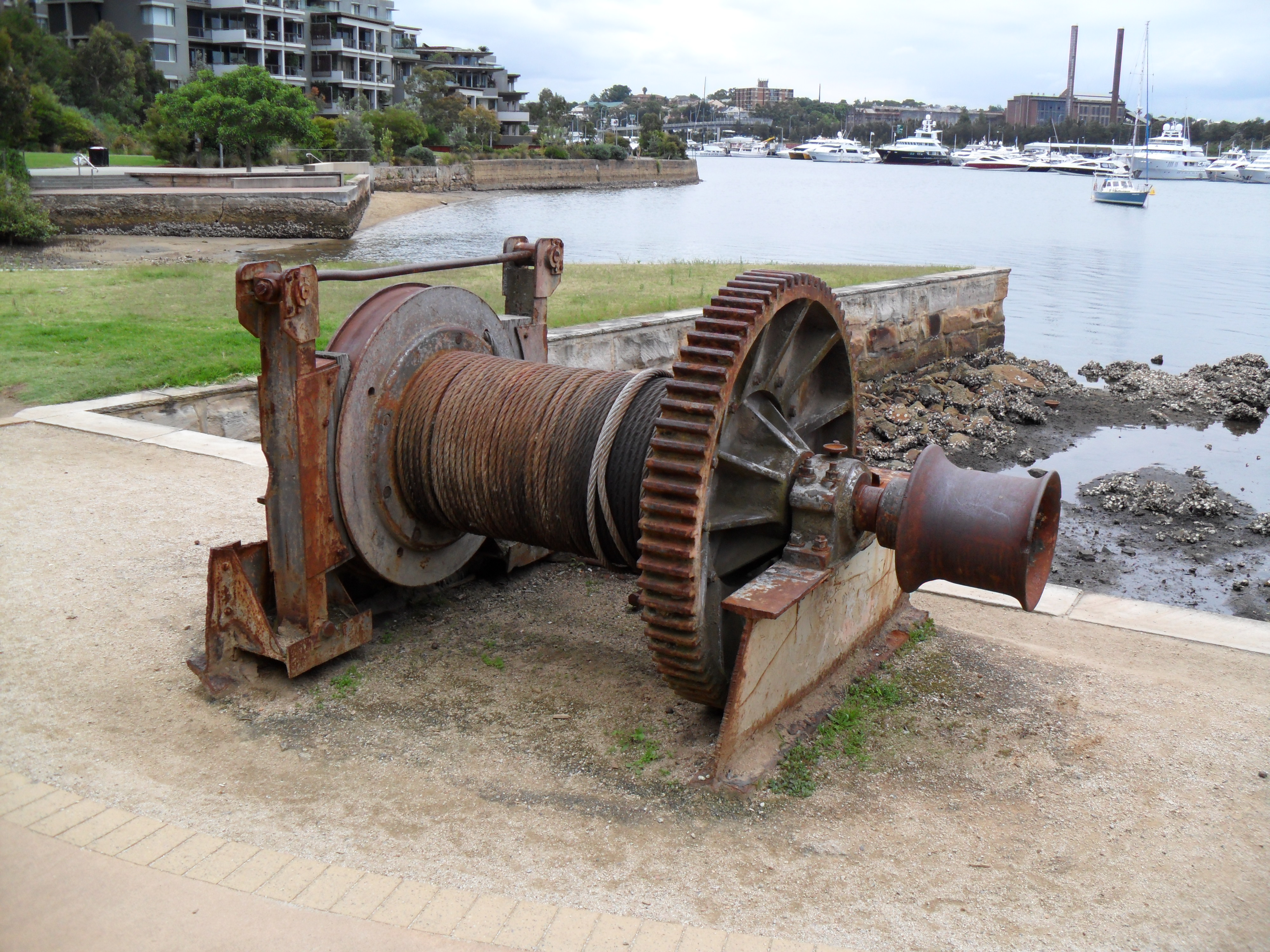
忌獵角（左）與卑力屈度灣公園之間的羅些灣小海灣

## 外部連結
- GlebeNet: Information for Residents and Visitors to Glebe, Sydney 的存檔，存档日期15 April 2020.

33°52′22″S 151°10′57″E / 33.87278°S 151.18241°E